# Золотухові
Золотухові (Nitrariaceae) — родина рослин з ряду сапіндоцвітих (Sapindales), поширений у південно-східній Європі, в Азії й Австралії. Родина містить три роди: Nitraria, Peganum, Tetradiclis і 19 видів. Ця родина раніше була включена до Zygophyllaceae. Однак Nitrariaceae відрізняється від Zygophyllaceae багатьма морфологічними ознаками. Молекулярні докази також підтримують визнання Nitrariaceae як окремої родини.

## Опис
Чагарники 0.5–2 м заввишки, приземисті або висхідні, соковиті, іноді колючі. Гілки часто колючі на кінці. Листки чергові, прості, м'ясисті або соковиті, черешкові або майже сидячі, опадають. Квітки поодинокі або в суцвітті, дрібні. Чашолистків 5, м'ясисті. Пелюстків 5, білі або жовтувато-зелені. Тичинок (10)15. Зав'язь сидяча. Плід — кістянка, фіолетова, червона або жовта, 1-насінна; мезокарп м'ясистий.

## Поширення
Населяє посушливі та напівпосушливі регіони південно-східної Європи, Північної Африки, центральної, північної та західної Азії, Австралії. 
В Україні зростає три види: золотуха солонцева (Nitraria schoberi), ребрик звичайний (Peganum harmala), сільник тендітний (Tetradiclis tenella).